# Caddie

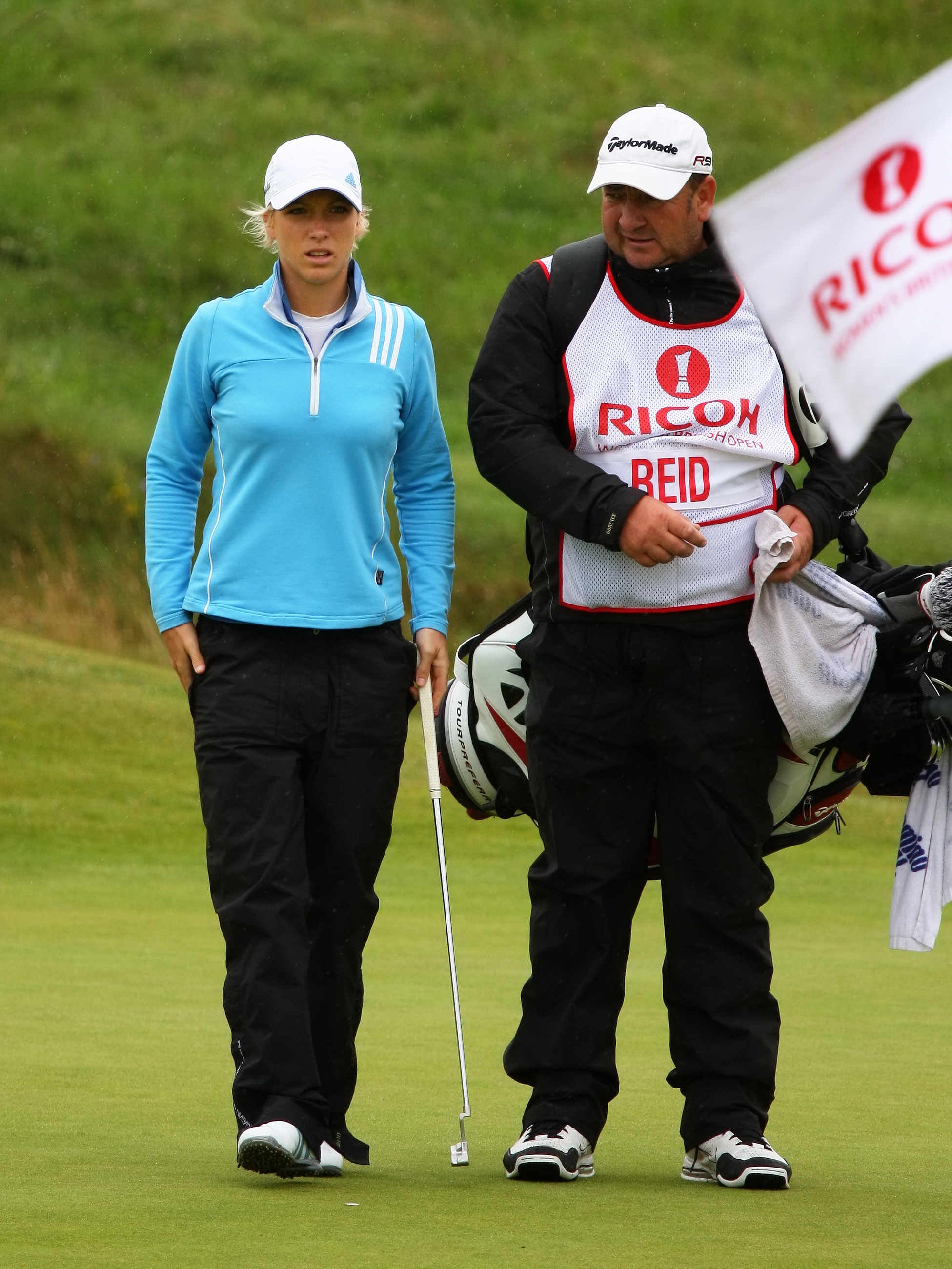
Một caddy (người bên phải)

Caddy, caddie, nhân viên kéo bao gậy hay làm "két" là những nhân viên phục vụ được thuê để kéo, bảo quản những bao đựng gậy đánh golf cho khách chơi golf trên sân. Tại các sân golf, hầu hết những người đảm nhận công việc này là phụ nữ. Đây là một nghề để phục vụ cho những khách chơi golf.
Khi chơi Golf, người chơi thường đi bằng xe golf chuyên dụng hoặc thuê một người kéo túi gậy. Nhiệm vụ chung của caddy là tư vấn cách đánh cho người chơi, lau banh, nhìn và phát hiện đường đi của banh, ghi điểm cho người chơi, đánh dấu banh khi gần vào lỗ v.v...

## Công việc
Công việc của caddy không chỉ là mang túi gậy đi theo các đại gia chơi golf. Công việc của nhân viên kéo bao gậy thường. Quan trọng là họ phải học thuộc địa hình sân, đoán hướng gió, đoán khoảng cách từ bóng đền lỗ cờ, đọc line cho khách khi banh on green (khu vực gần cờ) nhìn hướng bóng để chỉ cho khách với nhiều khách không biết đánh golf, caddy đương nhiên trở thành người hướng dẫn cho khách.
Một ngày của các nhân viên bắt đầu từ 5 giờ 30 sáng khi sân golf mở cửa, những ngày ít khách họ caddy có số thứ tự cao sẽ có thể không ra sân đồng nghĩa với không có lương và tiền tiếp và sẽ ra về khi có thông báo của văn phòng, còn đông khách các nhân viên phải làm việc ít nhất 5 tiếng một ngày và đợi đủ 8 tiếng sẽ ra về hoặc trừ giờ về nếu có giờ thêm. Trung bình mỗi ngày những nhân viên phải đi vòng quanh 18 lỗ golf. Ngoài ra ở Việt Nam, một số nơi, tuần nào các quản lý cũng tổ chức kiểm tra bất chợt. Sân golf có khách chơi golf khá đông là người nước ngoài nên các nhân viên bắt buộc phải biết những câu tiếng Anh thông dụng.
Mỗi ngày ở starter (điểm xuất phát của mỗi vòng golf), các nhân viên thường trong trạng thái hồi hộp chờ thấy mặt khách, trong khi phục vụ khách, chỉ cần sơ sẩy là có thể bị mắng, thậm chí bị đuổi vào, thay nhân viên mới. Cũng ở Việt Nam, Chuyện caddy và khách gặp tai nạn, bị thương tích do bóng bay trúng đầu, có thể xảy ra nếu không cẩn thận và tuân theo quy luật.

## Thu nhập
Thu nhập của các nhân viên cũng được coi là xứng đáng. Ở Việt Nam, mỗi fee - "phi" (18 lỗ), thường được boa từ 10 đến 30 USD, thu nhập của một nhân viên cỡ khoảng 10 triệu đồng/tháng. Trên thực tế, caddy không có bất cứ ràng buộc nào với sân golf ngoài việc lãnh tiền lương cho mỗi fee là 165.000 đồng (trung bình một caddy làm mỗi ngày được một "phi", tiền công lao động tính vào cuối tháng).
Caddy không có bảo hiểm lao động, không có phần thưởng, tai nạn xảy ra khi làm việc đều phải tự chịu trách nhiệm... Với những nhân viên này, không được ra sân đồng nghĩa với việc không có lương, không có tiền boa. Và phải đi nhổ cỏ trên sân golf trong một tháng bị phạt, một số sân golf còn áp dụng hình phạt tiền với những nhân viên quên tắt điện, quạt, hay cả việc bật bóng đèn ban ngày trên ký túc xá cũng bị phạt.